# Team Qhubeka NextHash
A Team Qhubeka NextHash (UCI csapatkód: TQA) egy dél-afrikai profi kerékpárcsapat. A csapatot korábban a Dimension Data támogatta, de a Qhubeka Foundation által irányított, amely dél-afrikai gyerekek számára készít kerékpárokat. 2021-től a NextHash a főszponzor. 2016 és 2021 között WorldTeam besorolással rendelkezett, de a pénzügyi bizonytalanságok miatt 2022-re nem kapta meg a szükséges licenszt a Nemzetközi Kerékpáros-szövetségtől.